# Diaphorus slossonae
Diaphorus slossonae är en tvåvingeart som beskrevs av Van Duzee 1932. Diaphorus slossonae ingår i släktet Diaphorus och familjen styltflugor.
Artens utbredningsområde är Florida. Inga underarter finns listade i Catalogue of Life.